# Ibrahima Passy Camara
Ibrahima Sory ″Passy″ Camara (n. 6 octombrie 1992) este un fotbalist guineean care evoluează la clubul Dacia Chișinău.
La vârsta de 15 ani, Camara a semnat cu echipa din Divizia Națională, Tiligul-Tiras Tiraspol, la care a petrecut 2 sezoane. De la Tiligul, Camara s-a transferat la Olimpia Bălți.
În 2010, în timp ce avea un contract cu Olimpia, el a mai semnat un alt contract cu echipa Academia Chișinău și începuse antrenamentele cu ”noua echipă”. Ulterior, Federația Moldovenească de Fotbal a decis că Camara este jucătorul Olimpiei Bălți și l-a penalizat pe Ibrahima Camara cu o amendă de 500 de dolari și 6 etape de suspendare.